# محمود البدوي
محمود البدوي (1908 - 1986) أديب مصري بارز اسمه الحقيقي كما ورد بشهادة الميلاد هو محمود أحمد حسن عمر' وقام بتغييره إلى الاسم الذي اشتهر به قبل ذهابه مباشرة ضمن أعضاء البعثة التي ضمت خيرة رجال التعليم في مصر إلى الهند والصين وهونج كونج واليابان في عام 1957 وأصبح اسمه في الأوراق الرسمية محمود البدوى أحمد حسن عمر. توفي في 12 فبراير 1986.

## جوائز الدولة المصرية

صورة من جائزة الدولة التقديرية في الآداب لعام 1986

- منح اسمه بعد وفاته وسام الدولة للعلوم والفنون من الطبقة الأولى في عام 1988
- حصل على جائزة الدولة التقديرية في الآداب عام 1986
- حصل على جائزة الدولة للجدارة في الفنون عام 1978

## مرحلة الطفولة
- ولد محمود البدوى في قرية الإكراد مركز الفتح بمحافظة أسيوط في الرابع من شهر ديسمبر سنة 1908.
- كان والده عمدة القرية ووالدته ابنة عبد المنعم التونى عمدة قرية اتليدم مركز ملوى بمحافظة المنيا «وكانت القرية تقع في آخر حدود مديرية أسيوط».
- توفيت والدته وهو في السابعة من العمر، وكانت هي في الثلاثين من عمرها

## مرحلة التعليم
- قضى طفولته كلها في الريف حتى حصل على شهادة الابتدائية من مدرسة أسيوط
- التحق بالمدرسة السعيدية الثانوية بالجيزة وكان حريصا على قضاء كل إجازاته مع الفلاحين.
- التحق بكلية الآداب بالجامعة المصرية إبان عمادة الدكتور طه حسين لها، وترك الدراسة وهو في السنة الثالثة قسم اللغة الإنجليزية وآثر أن يثقف نفسه تثقيفا ذاتيا، فقرأ الأدب القديم والحديث، والآداب الأجنبية بلغتها الأصلية.

## حياته الأدبية
- دخل الحياة الأدبية لأول مرة من خلال نقل الآداب الأجنبية إلى اللغة العربية، ونشرها في مجلة الرسالة التي كان يصدرها الأستاذ أحمد حسن الزيات منذ السنة الأولى لصدورها عام 1933.
- سافر إلى أوروبا الشرقية قبل الحرب العالمية الثانية عام 1934 وعاد من هذه الرحلة متفتح المشاعر للكتابة وكتب رواية قصيرة باسم «الرحيل».
- ساهم اسهاما حقيقيا في التعبير عن آمال الشعب في تغيير واقعه منذ صدور قصته الرحيل عام 1935.
- تناول حياة الريف والفلاحين وصور طباع أهل الصعيد وأخلاقهم في محاولة منه للنفوذ إلى أعماق الفلاح المصري وتبرير تخلفه وما يعانيه من قسوة الإقطاع. وبلغت قصصه التي كتبها عن الريف والفلاحين في الصعيد تسعة وثمانون قصة.
- أدى دوره الوطني بكتابة بعض القصص القصيرة في المناسبات الوطنية والكفاح ضد الاستعمار الإنجليزى وحروب 1948 و1956 و1967 و1973.
- كتب ما يزيد على 389 قصة نشرت جميعها بالصحف والمجلات المصرية بالإضافة إلى المجلات المتخصصة كالرسالة والقصة والثقافة والأديب والهلال والمجلة والعصور والرواية، ولا يدخل في هذا الحصر القصص التي نشرها بالصحف والدوريات العربية حيث لم يمكن حصرها «أنظر الببليوجرافيا الملحقة بكتاب سيرة محمود البدوى.. بقلم على عبد اللطيف وليلى محمود البدوى.. مكتبة مصر 2002» و«محمود البدوى والقصة القصيرة بقلم على عبد اللطيف.. مكتبة مصر 2001»
- صور بعض قصصه خلال رحلاته في أوروبا واليونان وتركيا ورومانيا والمجر والهند والصين وهونج كونج واليابان وسوريا وبانكوك وروسيا والجزائر والدنمرك، وهي البلاد التي حركت مشاعره وأثر أهلها في عقله ووجدانه.
- له كتاب واحد في أدب الرحلات عن رحلته إلى الصين واليابان وهونج كونج «مدينة الأحلام» (الدار القومية للطباعة والنشر 1963).
- كان كثير الأسفار فقد طاف بأوربا وآسيا وبعض البلاد العربية والأفريقية في رحلات ثقافية وغير ثقافية وانعكس أثر هذه الأسفار عليه ككاتب يؤمن بالإنسان ويهتم به في كل بقاع الأرض وصوره في كتاباته.
- أطلق عليه بعض النقاد والدارسين لقب «تشيكوف العرب» ولقب «راهب القصة القصيرة» ولقب «فارس القصة القصيرة»وآخر من لقبه بلقب تشيكوف القصة المصرية هو الأديب العالمي نجيب محفوظ في الحوار الذي أجرى معه بصحيفة القدس العربي بعددها الصادر في 3|1|2004
- الكاتب العربي الوحيد الذي تقابل مع العالم النفسى الشهير «سيجموند فرويد» في النمسا أثناء زيارته لها في سنة 1934 والتصق به فترة غير قصيرة «من كتاب محمود البدوى والقصة القصيرة.. للكاتب على عبد اللطيف.. الناشر مكتبة مصر 2001» ومن كتاب «سيرة محمود البدوى للكاتبين على عبد اللطيف وليلى محمود البدوى.. الناشر مكتبة مصر 2002»

## مبررات منحه جائزة الدولة التقديرية
مبررات منحه جائزة الدولة التقديرية في الآداب سنة 1986 وفقالما ورد بالكتاب التذكارى الذي يتضمن تاريخا شاملا للجائزة منذ إنشائها سنة 1958 «مطبعة هيئة الآثار المصرية 1991 ص 101 و102»
- عبرت قصصه القصيرة عن الواقع المصري تعبيرا صادقا من خلال رؤيته غير المتحزبة أو المتعصبة التي تشوبها التطلعات وتفسدها الأهواء والمطامع، فقد تناول الواقع تناولا عاطفيا شاعريا.
- لا يركن في قصصه على أحداث لها خصوصيتها ولا على صور لها طرافتها. وقد اختار معظم أحداث قصصه من الريف المصري في إقليم الصعيد بتقاليده وأخلاقيات الناس فيه والعلاقات السائدة بينهم.
- كان دائم المقارنة بين حياة الفلاح المصري وبين حياة الفلاح في كل بلد يزورها كرحلاته إلى اليونان وتركيا ورومانيا والمجر والهند والصين وهونج كونج وروسيا.
- أول كاتب قصة قصيرة عبر عن حياة عمال التراحيل ومعاناتهم من أجل الحصول على لقمة العيش.
- صور جانبا من الحياة في اللوكاندات والبنسيونات وهو لون من الحياة لم يشاهده المصريون ولم يقرؤوا عنه كثيرا، فقد وجد مجالا خصبا لتصوير قطاع من الحياة المستترة والغريبة على مجتمعنا وما يدور فيها بعيدا عن أعين العاديين من الناس وخاصة الطبقات الكادحة التي لا تعلم عن هذه الأشياء شيئا.
- في بعض قصصه نزوع نحو النقد الاجتماعى ونقد الواقع بواسطة اختيار بعض الأحداث الجزئية التي تكشف عن عيوب أو قصور.
- يساير في قصصه القصيرة المجتمع في تطوره فلا يقف جامدا عند حد تصور الماضي وإنما هو يصور المجتمع الجديد في قصصه ويكشف عن مدى احساسه بما حدث فيه من تحول، ويلاحظ هذا في قصصه التي كتبها بعد عام 1956 وهو يركز على القيم الجديدة والعلاقات الجديدة.
- التزم بالقالب الفنى للقصة القصيرة.
- ترجمت قصصه إلى اللغات الألمانية والمجرية والفرنسية والروسية، كما أن المستشرق المجرى جرمانوس أعد دراسة عن كتاب القصة المصرية وتناول فيها أدب محمود البدوى.

## الوظيفة
بتاريخ 12 مارس 1932، التحق محمود البدوى بالعمل في قلم حسابات الحكومة بوزارة المالية بمرتب سبعة جنيهات ونصف، وانتدب للعمل في مصلحة الموانى والمنائر بالسويس، وفي عام 1934 عاد للعمل في مقر الوزارة بميدان اللاظوغلى.
واستمر في العمل بالوزارة ولم يطلب نقله للعمل في وظيفة أخرى لها صلة بالآداب وفنونه مثلما فعل زملاء له من الأدباء، وكان راضيا قانعا بوظيفته إلى أن احيل إلى المعاش لبلوغه السن القانونية في 3 ديسمبر 1968

## حياته الوظيفيه كما سطرها بخط يده
تاريخ الألتحاق بالعمل 	12 / 3 / 1932
تاريخ التثبيت 1 / 9 / 1934
تاريخ العمل بحسابات الحكومة 	9 / 2 / 1938
تاريخ الترقية إلى الدرجة السادسة 	1 / 11 / 1949
تاريخ الترقية إلى الدرجة الخامسة 	1 / 12 / 1954
تاريخ الترقية إلى الدرجة الرابعة 	1 / 3 / 1958
تاريخ الترقية إلى الدرجة الثالثة 	30 / 3 / 1961
تاريخ الترقية إلى الدرجة الثانية 	29 / 11 / 1962
وشغل وظيفة مراقب عام بوزارة الخزانة

## الاشتغال بالسياسة
نأى البدوي بنفسه عن السياسة ويقول:
ويقول:

## دوره الوطني
أدى دوره الوطني من خلال كتابة بعض القصص القصيرة في المناسبات الوطنية والكفاح ضد الاستعمار الإنجليزى وحروب 1948 و1956 و1967 و1973، وقد بلغت القصص التي استعان بها الكاتب على عبد اللطيف في كتابه المعنون تحت اسم «مصر في قصص محمود البدوى» ـ الناشر مكتبة مصر ط 2004 ـ بلغت 71 فصة ويقول الكاتب في مقدمة هذا الكتاب «تناولت في هذا الكتاب أكبر الشرور التي تواجه الإنسان على الأرض، ساعدنى في ذلك كثرة أعمال محمود البدوى القصصية وإشارته عنها في الكثير منها»

## مكتبة محمود البدوى
- في شهر سبتمبر من عام 1999 أهدت إبنته ليلى ووالدتها مكتبته الخاصة للهيئة العامة لدار الكتب والوثائق القومية ، وهي تضم مجموعات قيمة من الكتب الأدبية ودواوين الشعر والروايات والقصص العربية والأجنبية، وكذلك جميع الكتب المهداة بخط زملائه الأدباء "من أمثال يحيى حقي ويوسف السباعي ومحمود تيمور ونجيب محفوظ وثروت أباظة ويوسف ادريس ونوال السعداوي وسيد قطب ونعمان عاشور وعبد الرحمن الشرقاوي وفاروق خورشيد وإبراهيم المصري وجميلة العلايلي ونهاد شريف ويوسف القعيد وصبري موسى وفتحي سلامة وأمين يوسف غراب وسعد حامد ومحمد صدقى وآخرين "، لتكون هذه المكتبة وما فيها تحت نظر الباحثين والدارسين في فنون الأدب."

وضعت المكتبة بقاعة المكتبات المهداه بالدور السابع من مبنى الهيئة بكورنيش النيل بالقاهرة"

## قالوا عن البدوى
الأديب العالمي نجيب محفوظ:
{{اقتباس مضمن امتاز عن جميع الأدباء بأنه وهب نفسه لفن واحد هو القصة وجعل منه وسيلته في التعبير عن الحياة والناس، وكان ذلك يعني أنه على ثقة من هذا الفن، لم يعتمد إلا على موهبته وبالعمل. وللأسف فإنه نظير كل ما أعطى لم يجن سوى الجفاء. إذ يعتبر أقل الأدباء حظا من النقد والتقدير}} -صحيفة المساء المصرية 16 فبراير 1986].
وفي صحيفة الأسبوع المصرية يقول نجيب محفوظ عن محمود البدوى:
إنه كان صعيديا شهما وإنسانا طيبا. كان فنانا أصيلا لكنه كان بدون حزب أدبي يدعو له ويروج. كان إنسانا مستقيما من العمل إلى البيت وبعد المعاش من البيـت للمقهى، ولذلك تعرض لظلم نقدي في حياته وبعد رحيله. هذا الظلم حدث له حتى عندما كان مرشحا لجائزة الدولة حيث اعترض البعض على حصوله عليها بسبب أنه -أي البدوي- لم يسافر إلى الخارج كثيرا. على الرغم من أن البدوي من أكثر كتاب القصة الذين سافروا إلى الخارج وله الكثير من القصص التي تدور أحداثها في اليابان وآسيا وأوروبا. وهو من أكثر الكتاب الذين كتبوا عن صعيد مصر اصالة وصدقا وفنية. فضلا عن أنه من أكثر الكتاب الذين أخلصوا لفن القصة القصيرة حيث لم يكتب سواها طول حياته.}}
" من مقال للأديب يوسف القعيد -صحيفة الأسبوع المصرية. نشر فيه رد أديب مصر العالمى نجيب محفوظ على الرسالة التي أرسلها للبدوى عام 1981 والتي قمنا بنشرها في كتاب سيرة محمود البدوى الصادر عن مكتبة مصر 2003 ويقول في نهايتها لمحمود البدوى
«...فلا تتصور أبدا أن اختلافات في وجهة النظر حتى لو صدقت بمستطيعة أن تؤثر في حبي وتقديري وإعجابي بك، أنت الإنسان الكبير الذي ينتج الجمال ويترفع عن الصغائر ويسمو بخلقه إلى سماوات رفيعة من الصفاء والصدق. أسال الله أن يقويك ويباركك ويسمح بأن نتلاقى على أحسن ما نكون من الود والإخاء.» - -صحيفة الأسبوع المصرية. بتاريخ 14/10/2003 تحت عنوان «يحدث في مصر الآن»
* الأديب والشاعر عبد الرحمن الشرقاوى
" البرنامج التليفزيونى أوتوجراف وصحيفة الجمهورية المصرية 10|8|1977 " رائدى في كتابة القصة القصيرة وتأثيره علىّ في مطلع حياتى الأدبية هو الأستاذ الكبير محمود البدوى الذي يعتبر بحق أول رائد للقصة القصيرة ". " من أولى خصائص القصاص الرائد محمود البدوى هي كبرياؤه الشديد وعزوفه عن الوقوف بأبواب هؤلاء المسئولين ليطلب منهم شيئا ".
ومن مقدمة كتاب أحلام صغيرة.. العدد رقم 100 سلسلة كتب للجميع 1956 يقول عبد الرحمن الشرقاوى " أشرقت تجربة محمود البدوى تضئ أمام العين والفكر والقلب كثيرا من آفاق حياتنا المصرية المعاصرة، وشعت من كلماته تلك الحرارة التي تعطى الدفء والنبض لكثير من الأشياء الصغيرة التافهة !..
فإلى محمود البدوى الكاتب الجسور الذي علمنى منذ نشر مجموعته " رجل " في سنة 1935 كيف أحب حياة الناس البسطاء وكيف أهتـز لما فيها من روعة وعمق وشعر ".
- يحيى حقي:

" صحيفة الأخبار المصرية 19|2|1986 " لم أر مؤلفا يخلص لفنه بمثل هذه المثابرة والإيمان مع التواضع الشديد وعزوفه التام عن الإشادة باسمه أو التعريف بفضله 00000 وقد كنت أذهب لزيارته وهو موظف بوزارة المالية فأجد على وجهه إمارات الصبر والخشوع وكان ذلك في الخمسنيات تقريبا ".
* فؤاد دواره
من «كتاب في القصة القصيرة 1966» «إذا أردنا أن نعدد أفضل خمسة كتاب قصة قصيرة في أدبنا الحديث، فلا شك أن محمود البدوى سيكون واحدا منهم».
* رستم كيلانى
" صحيفة الأهرام 6|2|1986 " قال عنه أستاذى محمود تيمور أن محمود البدوى في معظم إنتاجه يرتقى إلى القمة التي تربع عليها تشيكوف ".
* يوسف القعيد
صحيفة الأسبوع المصرية 14|10|2003 «رحم الله محمود البدوى الذي ظلم حيا وظلمناه ميتا».

## القصة القصيرة في عيون محمود البدوى
«ملمح إنسانى يجتمع فيها روح الجذب والكفاية الذاتية، تقرأها وتكتفى بها كما تكتفى برواية طويلة. إن القصة القصيرة إذا كتبتها بروحانية وجاذبية وخلقت منها شيئا حيا يتحرك فإنها تغنى عن الرواية»
" القصة يجب أن يكون فيها روح، ويجب أن تكون لحظة التنوير فيها واضحة، ويجب أن تتمتع القصة بخاصية التركيز، وأن يبتعد كاتبها عن الاستطراد أو الإسهاب وكثرة الوصف، وتجب ألا أقرأ القصة الجديدة فلا أكاد أميز بينها وبين المقالة.
والمبادئ والمواصفات التي يدعو إليها أساتذة الأدب في الجامعات يجب ألا تسيطر على ذهن الفنان وهو يكتب.
وهناك أستاذ جامعى وضع للقصة القصيرة 18 قاعدة ولكنه لم يكتب قصة قصيرة واحدة ناجحة، لأن القاعدة كانت في رأسه وهو يكتب.

## محمود البدوى والقصة القصيرة
لم يدرس البدوى قواعد القصة القصيرة على يد أحد، ولكن قرأ فيها، وترجم لأساتذة القصة القصيرة في الغرب، وترجم لتشيكوف وموبسان وجوركى في السنوات الأولى من صدور مجلة الرسالة عام 1933، ومن هؤلاء الأساتذة تعلم الشكل «الفورم» ويميـل إلى الواقع ولا يكتب من فراغ، بل إنه يكتب من صميم الواقع.
ويقول " لا أكتب القصة للفلسفة، ولا لأنشر مذهبا اجتماعيا معينا، إنما أكتب بوحى السليقة، والإحساس بالقيم الأخلاقية متمكن منى لأقصى حد، وليس معنى ذلك أننى واعظ أو أرتقى المنابر، أبدا إنما معناه أننى أصور الناس بخيرهم وشرهم.
وفي كل قصصى أسعى إلى الحقيقة والجمال.. وأكره القبح في كل مظاهره.. القبح في الشكل.. القبح في الطباع.. وليست هناك مبالغة أن كل أنثى في قصصى جميلة، فهي جميلة أولا..
ولا أكون مغرورا إذا قلت لك أننى أحببت القصة القصيرة وطورتها.. وأنا أركز على الشخص الواحد لأبرز للقارئ جميع طباعه، وليكون أسهل عند القارئ للفهم، ولا أنكر عنصر التشويق في قصصى، وبعض الأحيان الإثارة. وأظن أن من يقرأ لى أول قصة كتبتها في حياتى كمن يقرأ لى الآن آخر قصة.. فأنا أعالج في قصصى صنفا معينا من البشر.. أكتب عن الناس المظلومين في الحياة.. دائما أكتب عن هؤلاء الناس..
وما أعبر عنه في القصة الطويلة بالتطويل والإفاضة، أستطيع أن أعبر عنه في القصة القصيرة بتركيز وايجاز. وأعتبر أن ما يكتبه الأديب في القصة القصيرة يمكن أن يكون كافيا وضامنا لرواية طويلة من الف صفحة.. وكل ما يستطيع أن يقدمـه من أفكار، يقدمه في القصة القصيرة وهي تغنيه عن كتابة الرواية.

## التفرغ للقصة
كان البدوى يعالج في قصصه صنفا معينا من البشر.. فقد كان يكتب دائما عن هؤلاء الناس المظلومين في الحياة، ولا يكتب من فراغ وإنما يكتب من الواقع وعن الناس الذين عاشرهم وعاش معهم.
وكان لايسطر القصة على الورق إلا بعد أن تكون قد نضجت تماما في رأسه واكتملت بكل حوادثها وشخصياتها، ويجد مشقة في اختيار الأسماء.. والاسم عنده يجب أن يكون مطابقا للشخصية، فلا يسمى مثلا قاطع طريق مختار.. أو رؤوف.. أو لطفى.
ويقول «أخترت هذا الطريق لنفسى.. رغم مافيه من متاعب ومشقة.. لا أحب أن أغيره.. أشعر بعد كتابة القصة براحة وجدانية لامثيل لها.. رغم مالاقيته في حياتى من صعاب ومشقة بسبب الأدب والتفرغ للقصة.. فأشعر في أعماق نفسى بالرضا والقناعة..»

## حصاد السنين
يقول البدوى " لم أفكر إطلاقا وأنا أكتب لافى خلود ولا في ذكرى ولا في أي شيء من أحلام اليقظة.. لكن أعتبر أننى حققت بجهدى المتواضع شيئا.. لابد أن يعيش ما عاش الأدب في محيطنا العربى..
والشئ الذي يسعدنى أكثر.. أنه رغم أن كل وسائل الاعلام أغفلتنى عن عمد وقصد.. وكل النقاد الذين تخصصوا في هذا النوع من النقد.. رغن أنهم أغفلونى عن عمد.. وأن بعض المحررين في الصفحة عندما كان يرد اسمى على لسان غيرى كقصاص كانوا يحذفونه.. رغم كل هذا فإنى وكما قلت حققت لنفسى ما سيعيش ماعاش الأدب في الساحة العربية.. ليس كل الكتب.. ولكن القليل من هذه الكتب يكفينى.. كما يكفى ديستوفسكى أنه كتب بستان الكرز.. والجاحظ أنه كتب البخلاء.. وابن المقفع أنه كتب كليلة ودمنه.. والأصفهانى أنه كتب الأغانى.. كل هذه الكتب فيها الصدق والحياة.. وبالحياة والصدق عاشت ".

## مؤلفات محمود البدوى
- الرحيل (رواية قصيرة) ديسمبر 1935، المطبعة الرحمانية بالخرنفش بالقاهرة.
- رجــل (مجموعة قصصية) إبريل 1936، المطبعة الرحمانية بالخرنفش بالقاهرة.
- فندق الدانوب (مجموعة قصصية) سبتمبر 1941، مطبعة النهار بالقاهرة.
- الذئاب الجائعة (مجموعة قصصية) سبتمبر 1944، مكتبة مصر ومطبعتها.
- العربة الأخيرة (مجموعة قصصية) يونيو 1948، مكتبة مصر ومطبعتها.
- حدث ذات ليلة (مجموعة قصصية) نوفمبر 1953، دار مصر للطباعة.
- العذراء والليل (مجموعة قصصية) فبراير 1956، كتب للجميع العدد 99 دار الجمهورية.
- الأعرج في الميناء (مجموعة قصصية) 1958، الكتاب الفضي.
- الزلة الأولى (مجموعة قصصية) يوليـو 1959، الكتاب الذهبي، دار روز اليوسف.
- غرفة على السطح (مجموعة قصصية)، مايو 1960، الكتاب الذهبي، دار روز اليوسف.
- حارس البستان (مجموعة قصصية) الكتاب الماسي، الدار القومية للطباعة والنشر العدد 28.
- زوجة الصياد (مجموعة قصصية) 1961، الكتاب الماسي، الدار القومية للطباعة والنشر العدد 21.
- ليلة في الطريق (مجموعة قصصية) سبتمبر 1962، الكتاب الذهــبي، مؤسسة روز اليوسف.
- الجمال الحزين (مجموعة قصصية) 1962، الكتاب الماسي، الدار القومية للطباعة والنشر العدد 51.
- عذراء ووحش (مجموعة قصصية) مايو 1963، الكتاب الذهبي.
- مدينة الأحـلام (أدب الرحلات) 1963، الدار القومية للطباعة والنشر.
- مساء الخميس (مجموعة قصصية) يونيو 1966، الكتاب الماسي، الدار القومية للطباعة والنشر العدد 157.
- صقر الليل (مجموعة قصصية) 1971، كتاب اليوم مؤسسة أخبار اليوم.
- السفينة الذهبية (مجموعة قصصية) 1971، دار الشعب.
- الباب الآخر (مجموعة قصصية) 1977، الهيئة المصرية العامة للكتاب.
- صورة في الجدار (مجموعة قصصية) 1980، دار غريب للطباعة بالقاهرة.
- الظرف المغلق (مجموعة قصصية) 1980، دار غريب للطباعة بالقاهرة.
- السكاكين (مجموعة قصصية) 1983، دار غريب للطباعة والنشر.
- عودة الابن الضال (مجموعة قصصية) 1993، دار الشعب.
- قصص قصيرة (مجموعة قصصية) 2000، المجلس الأعلى للثقافة.
- الغزال في المصيدة (مجموعة قصصية) 2002، نادى القصة.
- ' قصص من اليابان.. مكتبة مصر ط 2001
- قصص من هونج كونج.. مكتبة مصر ط 2001
- قصص من الصعيد.. مكتبة مصر ط 2002
- قصص من الإسكندرية.. مكتبة مصر ط 2002
- قصص من روسيا.. مكتبة مصر 2003
- قصص من القنال.. مكتبة مصر ط 2006
- قصص من القاهرة.. مكتبة مصر ط 2006
- قصص من القرية.. مكتبة مصر ط 2006